# مهداد زند کریمی
مهداد زند کریمی (زادهٔ ۲۸ آبان ۱۳۴۲) آهنگساز، ترانه‌سرا، تنظیم‌کننده و تهیه‌کنندهٔ موسیقی پاپ ایرانی مقیم لس‌آنجلس است.

## زندگی‌نامه
مهداد در ۲۸ آبان ۱۳۴۲ در تهران متولد شد. وی نوه ارشد محمد شب‌پره، آهنگساز، ترانه‌سرا و یکی از بنیان‌گذاران سینما و تئاتر ایران است. از آنجایی که خانواده نزدیک او شهبال شب‌پره، شهرام شب‌پره و شهنام شب‌پره (از اولین اعضای گروه بلک کتس در ایران) و شهناز شب‌پره مادر مهداد (فارغ‌التحصیل کنسرواتوار پیانو از آلمان) همه در رشته موسیقی فعالیت دارند، به نوعی علاقه و استعداد وی در موسیقی موروثی است.
مهداد ۸ ساله بود که برای بار اول و به‌مدت سه سال از ایران خارج شد. پس از بازگشت به ایران و ادامه تحصیل در دوره راهنمایی و نظری، در سال ۱۳۵۸ برای دومین بار از ایران خارج و به شهر لندن در انگلستان مهاجرت کرد. وی ضمن تحصیل در دبیرستان و سپس دانشگاه در رشته مهندسی مشغول به فراگیری نوازندگی ارگ، گیتار، آهنگسازی و ترانه‌سرایی بود.

### تحصیلات
مهداد پس از دریافت مدرک مهندسی مکانیک از انگلستان، دوره تخصصی برنامه‌ریزی ماشین آلات صنعتی و ربات را به اتمام رساند.
وی در همین مدت، فراگیری زبان فارسی را در انگلستان ادامه داد و موفق به دریافت مدرک معادل فوق دیپلم در ادبیات فارسی گردید.
الفبای موسیقی را با استفاده از کتاب و با تلاش خود فرا گرفت و در برخی از موارد از خانواده خود به‌خصوص شهبال شب‌پره و محمد اوشال برای بهبود کمک می‌گرفت. در زمینه ترانه‌سرایی و آشنایی با دستگاه‌های موسیقی ایرانی راهنمای او محمد شب‌پره بود.
در حرفه مشاورت مالی نیز با اخذ مدرک ChFC و CLU به عنوان مشاور مالی ثبت شد.

### شروع نوازندگی
سازهای حرفه‌ای مهداد شامل کیبورد، گیتار، درامز و پیانو می‌شود. مهداد از سن پنج سالگی با ملودیکا نغمه‌هایی را می‌نواخت ولی به‌طور جدی این هنر را دنبال نمی‌کرد و جسته و گریخته به عنوان سرگرمی با این ساز دست و پنجه نرم می‌کرد. با چندیم سال وقفه، در سن دوازده سالگی نواختن ارگ را بدون معلم و متد خاصی شروع کرد.
او نواختن گیتار کلاسیک را در ایران، نزد ایرج کنعانی که یکی از دوستان پدرش بود و متد فشرده‌ای برای تعلیم گیتار ابداع کرد، فرا گرفت و نواختن درامز را با سرپرستی شهبال شب‌پره آموخت.
آشنایی وی با فرنوش بهزاد، یکی از موسیقی‌دانان ایرانی مقیم لندن سبب شد که او نوازندگی را کمی جدی‌تر بگیرد و به دعوت وی در چندین کنسرت بزرگ با هنرمندان نامی موسیقی پاپ ازجمله حسن شماعی‌زاده، شهرام شب‌پره، شهره و شهرام صولتی به‌عنوان نوازنده کیبورد اول شرکت کند.

## مهاجرت و آغاز فعالیت حرفه‌ای
مهداد در سال ۱۳۶۶ (۱۹۸۷ میلادی) به لس‌آنجلس مهاجرت کرد و به‌دعوت شهبال شب‌پره به‌عنوان کیبوردیست اول بلک کتس، فعالیت حرفه‌ای خود را آغاز کرد و به‌همراهی دیوید بتسامو، پیر نقلی و پیروز پاینده آزاد اولین گروه بلک کتس خارج از ایران در سال ۱۹۸۷ در آمریکا تشکیل شد.
در سال ۱۳۶۷ (۱۹۸۸)، آلبوم «کلام عشق» با صدای موری کرمی، اولین آثار حرفه‌ای مهداد در زمینه آهنگسازی، ترانه‌سرایی و تنظیم ارکستر را در برمی‌گرفت. در این آلبوم سه تنظیم و دو ترانه و آهنگ از ساخته‌های او جای دارد. این آلبوم در سال ۱۹۸۹ از طرف شرکت ترانه به بازار عرضه شد.
آشنایی با برنامه‌ریزی کامپیوتر، به او توانایی تنظیم ارکستر و سازهای الکترونیک را با کامپیوتر از طریق استفاده از MIDI را می‌داد که در زمان خود نحوه جدید ضبط آهنگ‌ها بود. این روش چند سال بعد در بین تنظیم کننده‌های دیگر ایرانی، متداول شد.
تنظیم آهنگ «نامهربون» برای فتانه، «اصفهان» برای معین، «دستتو بزار تو دستم» برای شماعی‌زاده و بازسازی آهنگ محلی «زینو» برای فرزین، نام او را به‌عنوان تنظیم‌کننده جوان و صاحب سبک در میان هنرمندان لس آنجلس رایج کرد. نکته جالب کار او ساختن پیش‌درآمد یا اورتور مخصوص به خود و متفاوت بر روی این آهنگ‌ها بود که ربطی به سازنده آهنگ نداشت.
در اواسط سال ۱۳۶۹ (۱۹۹۱)، آهنگ «ای دل» با صدای لیلا فروهر اثر مهداد منتشر شد و به‌دلیل نوآوری در ریتم شش و هشت، سبک جدیدی را در موسیقی پاپ ایرانی ارائه داد که تا پیش از انتشار، نظیرش در هیچ آهنگی دیده نشده‌بود و این ریتم به‌عنوان “ریتم مَدی" در میان علاقه‌مندان این سبک شناخته شد. پس از موفقیت این ترانه، همکاری وی با لیلا فروهر در آلبوم‌های «شانس» و «تپش» ادامه یافت.
وی در سال ۱۳۷۳ (۱۹۹۴)، اولین آلبوم نوش‌آفرین در آمریکا را با نام «دختر شاه‌پریون» تهیه کرد که چهار آهنگ، ترانه و تنظیم از آثار او بود. موفقیت این آلبوم باعث همکاری با شیلا، خواننده نو پا در سال ۱۹۹۵ شد. آلبوم «تلخ و شیرین»، نخستین آلبوم شیلا بود که توسط شرکت موسیقی MZM که متعلق به خود مهداد بود، پخش شد. آلبوم‌های «دوراهی» با صدای شهرام شب‌پره و «یک عشق» با صدای طوفان نیز از آثاری بود که توسط همین کمپانی روانه بازار شد.

## کناره‌گیری و بازگشت دوباره
مهداد از سال ۱۳۷۶ (۱۹۹۷)، پس از واگذاری کمپانی MZM به‌مدت ۲۳ سال به‌خواست خودش از دنیای موسیقی کناره گرفت و آثاری را که طی این مدت ساخته بود، منتشر نکرد. 
وی در سال ۱۳۹۸ (۲۰۱۹) پس از سکوت طولانی، به عرصه هنر بازگشت و تصمیم به انتشار تولیدات خود گرفت. مهداد با تأسیس گروه «ریموت ملودیز»، دوره جدیدی از فعالیت موسیقی خود را با انگیزه حمایت از جوانان مستعد ایرانی در سراسر دنیا آغاز نمود. اولین اثر جدید وی با نام «بهار خانوم» به مناسبت عید نوروز ۱۳۹۹ از تلویزیون طپش پخش شد که هنرمندان ایرانی ساکن چهار قاره جهان در آن شرکت کردند.
مهداد پس از تأسیس این لیبل، همکاری با چندین خواننده سرشناس ساکن لس‌آنجلس را ادامه داد.

## همکاری هنری
مهداد زند کریمی در طول فعالیت هنری خود، با بسیاری از هنرمندان نامی موسیقی پاپ ایران شامل ویگن، شهرام شب‌پره، حسن شماعی‌زاده، ستار، معین، مرتضی، فرزین، لیلا فروهر، طوفان، منصور، فتانه، نوش‌آفرین، ناهید، شیلا، سوزان روشن، مرتضی، بیژن مرتضوی، داوود بهبودی و شهرام کاشانی در زمینهٔ تنظیم و آهنگ‌سازی همکاری داشت.

## ترانه‌شناسی
| خواننده          | نام ترانه          | ترانه‌سرا          | آهنگ‌ساز        | تنظیم‌کننده  | انتشار |
| ---------------- | ------------------ | ----------------- | -------------- | ----------- | ------ |
| شهرام شب‌پره      | چیلی پوم           |                   |                | آری         | ۱۹۸۹   |
| شهرام شب‌پره      | شهر قصه            | همایون هوشیارنژاد | پرویز قدرخانی  | آری         | ۱۹۹۱   |
| شهرام شب‌پره      | چشم پلنگ           | شهرام شب‌پره       | حسن شماعی‌زاده  | آری         | ۱۹۹۲   |
| شهرام شب‌پره      | نامه               | همایون هوشیارنژاد | شهرام شب‌پره    | آری         | ۱۹۹۲   |
| شهرام شب‌پره      | عشق تابستونی       | شهرام شب‌پره       | آری            | آری         | ۱۹۹۵   |
| شهرام شب‌پره      | هنوزم می‌خوامت      | شهرام و مهداد     | آری            | آری         | ۱۹۹۵   |
| شهرام شب‌پره      | آخرین بوسه         | همایون هوشیارنژاد | شهرام شب‌پره    | آری         | ۱۹۹۵   |
| شهرام شب‌پره      | دوراهی             | شهرام شب‌پره       | شهرام شب‌پره    | آری         | ۱۹۹۵   |
| شهرام شب‌پره      | موندنی نیستم       | بیژن سمندر        | حسن شماعی‌زاده  | آری         | ۱۹۹۵   |
| حسن شماعی‌زاده    | دستتو بذار تو دستم | مینا جلالی        | حسن شماعی‌زاده  | آری         | ۱۹۹۱   |
| حسن شماعی‌زاده    | ساعت ۷ شب          | بیژن سمندر        | حسن شماعی‌زاده  | آری         | ۱۹۹۲   |
| حسن شماعی‌زاده    | چشم و ابرو         | مسعود فردمنش      | حسن شماعی‌زاده  | آری         | ۱۹۹۲   |
| حسن شماعی‌زاده    | با تو بیدار می‌شم   | هما میرافشار      | حسن شماعی‌زاده  | آری         | ۱۹۹۴   |
| حسن شماعی‌زاده    | عشق                | حسن شماعی‌زاده     | حسن شماعی‌زاده  | آری         | ۱۹۹۴   |
| حسن شماعی‌زاده    | از خونه بیرون بیا  | حسن شماعی‌زاده     | حسن شماعی‌زاده  | آری         | ۱۹۹۴   |
| ویگن             | سیمین بری          | ابراهیم صفایی     | جمشید شیبانی   | آری         | ۱۹۹۲   |
| معین             | اصفهان             | جمشید شیبانی      | جمشید شیبانی   | آری         | ۱۹۹۰   |
| معین             | بابا               | جهانبخش پازوکی    | جهانبخش پازوکی | آری         | ۱۹۹۴   |
| ستار             | قاصد عشق           | امیرفرخ تجلی      | امیرفرخ تجلی   | آری         | ۱۹۹۴   |
| فرزین            | زینو               | محلی بندری        | محلی بندری     | آری         | ۱۹۸۹   |
| مرتضی            | امشب               | آری               | آری            | آری         | ۲۰۲۱   |
| طوفان            | یک مرد             | آری               | آری            | آری         | ۱۹۹۶   |
| طوفان            | یک بانو            | آری               | آری            | آری         | ۱۹۹۶   |
| طوفان            | یک شب              | آری               | آری            | آری         | ۱۹۹۶   |
| طوفان            | یک عشق             | جهانبخش پازوکی    | طوفان          | آری         | ۱۹۹۶   |
| طوفان            | یک محله            | منصور تهرانی      | طوفان          | آری         | ۱۹۹۶   |
| منصور            | حساب زندگی         | همایون هوشیارنژاد | حسن شماعی‌زاده  | آری         | ۱۹۹۴   |
| بیژن مرتضوی      | منتظر              | علی شیبانی        | بازسازی        | آری         | ۱۹۹۲   |
| داوود بهبودی     | نازنین             | آری               | آری            | آری         | ۱۹۹۴   |
| فتانه            | نامهربون           | بیژن سمندر        | حسن شماعی‌زاده  | آری         | ۱۹۹۰   |
| لیلا فروهر       | دل ای دل           | آری               | آری            | آری         | ۱۹۹۱   |
| لیلا فروهر       | با دلم قهر نکن     | آری               | آری            | آری         | ۱۹۹۱   |
| لیلا فروهر       | عشق تازه           | آری               | آری            | آری         | ۱۹۹۲   |
| لیلا فروهر       | خواب               | آری               | آری            | آری         | ۱۹۹۲   |
| لیلا فروهر       | شانس               | آری               | آری            | آری         | ۱۹۹۲   |
| لیلا فروهر       | مادربزرگ           | آری               | آری            | آری         | ۱۹۹۵   |
| لیلا فروهر       | تپش                | ژاکلین            | ژاکلین         | آری         | ۱۹۹۵   |
| نوش‌آفرین         | آشنا               | آری               | آری            | آری         | ۱۹۹۴   |
| نوش‌آفرین         | دختر شاه پریون     | آری               | آری            | آری         | ۱۹۹۴   |
| نوش‌آفرین         | یواش یواش          | آری               | آری            | آری         | ۱۹۹۴   |
| نوش‌آفرین         | عاشق               | آری               | آری            | آری         | ۱۹۹۴   |
| نوش‌آفرین         | جاده               | هما میرافشار      | حسن شماعی‌زاده  | آری         | ۱۹۹۷   |
| ناهید            | دلکم               | همایون هوشیارنژاد | شهرام شب‌پره    | آری         | ۱۹۹۳   |
| ناهید            | عشق اول            | شهرام شب‌پره       | شهرام شب‌پره    | آری         | ۱۹۹۳   |
| شیلا             | آره یا نه          | آری               | آری            | آری         | ۱۹۹۶   |
| شیلا             | خوب و بد           | آری               | آری            | آری         | ۱۹۹۶   |
| شیلا             | تلخ و شیرین        | آری               | آری            | آری         | ۱۹۹۶   |
| شیلا             | هوس                | همایون هوشیارنژاد | حسن شماعی‌زاده  | آری         | ۱۹۹۶   |
| شیلا             | مهمون              | آری               | بیژن مرتضوی    | بیژن مرتضوی | ۱۹۹۸   |
| شیلا             | افسونگر            | آری               | آری            | آری         | ۱۹۹۸   |
| شیلا             | دیدار              | آری               | آری            | آری         | ۱۹۹۸   |
| شیلا             | ذره ذره            | آری               | آری            | آری         | ۱۹۹۸   |
| شیلا             | یارت نمی‌شم         | آری               | آری            | آری         | ۱۹۹۹   |
| فرخ              | گلی جون            | علیرضا میبدی      | مهرداد آسمانی  | آری         | ۱۹۹۶   |
| فرخ              | حالیته             | مهدی سپهر         | مهدی سپهر      | آری         | ۱۹۹۶   |
| فرخ              | دخت بندر           | آری               | آری            | آری         | ۱۹۹۶   |
| فرخ              | دختر ایرونی        | آری               | آری            | آری         | ۱۹۹۶   |
| مهرداد آسمانی    | چادر               | مسعود امینی       | حسن شماعی‌زاده  | آری         | ۱۹۹۵   |
| سوزان روشن       | مردم‌آزار           | آری               | آری            | آری         | ۱۹۹۵   |
| شهرام کاشانی     | پرسون پرسون        | اصغر واقدی        | ناصر زرآبادی   | آری         | ۱۹۹۴   |
| شهرام کاشانی     | نامه               | آری               | آری            | آری         | ۱۹۹۴   |
| شهرام کاشانی     | پریشون             | آری               | آری            | آری         | ۱۹۹۸   |
| شهرام کاشانی     | روز و روزگار       | آری               | آری            | آری         | ۱۹۹۸   |
| آرتوش هاریتونیان | مدلی               |                   |                | آری         |        |
| د بویز           | نازنین             | هما میرافشار      | حسن شماعی‌زاده  | آری         | ۱۹۹۶   |
| دلارام           | نگو نگو            | هما میرافشار      | حسن شماعی‌زاده  | آری         | ۱۹۹۸   |
| شراره خاوری      | کولی               | سیروس علی‌آبادی    | فرهاد بشارتی   | آری         | ۲۰۰۰   |
| شراره خاوری      | دل                 | بیژن سمندر        | حسن شماعی‌زاده  | آری         | ۲۰۰۰   |
| بهرام فروهر      | عاشق دیوونه        | حسین چترنور       | آری            | آری         | ۱۹۹۴   |
| بدری همت‌یار      | جان جان            | آری               | محلی افغانی    | آری         | ۱۹۹۰   |
| بدری همت‌یار      | تپلک               | آری               | آری            | آری         | ۱۹۹۰   |
| ارژنگ            | سرسپرده            |                   |                | آری         |        |
| ارژنگ            | باغ ترانه          |                   |                | آری         |        |
| مُری              | کلام عشق           | آری               | آری            | آری         | ۱۹۸۹   |
| مُری              | دیدار              | آری               | آری            | آری         | ۱۹۸۹   |
| مُری              | برگرد برو          | محلی بندری        | محلی بندری     | آری         | ۱۹۸۹   |